# Luxior
Luxior war eine französische Automarke.

## Unternehmensgeschichte
Das Unternehmen Berthaud et Moreau aus Vincennes begann 1912 mit der Produktion von Automobilen, die als Luxior vermarktet wurden. 1914 endete die Produktion.

## Fahrzeuge
Im Angebot standen zwei Modelle. Für den Antrieb sorgte ein Vierzylindermotor mit wahlweise 1779 cm³ oder 2257 cm³ Hubraum. Der Motor war vorne im Fahrzeug montiert und trieb über eine Kardanwelle die Hinterachse an. Das Getriebe verfügte über drei Gänge.